# Waco Model 10

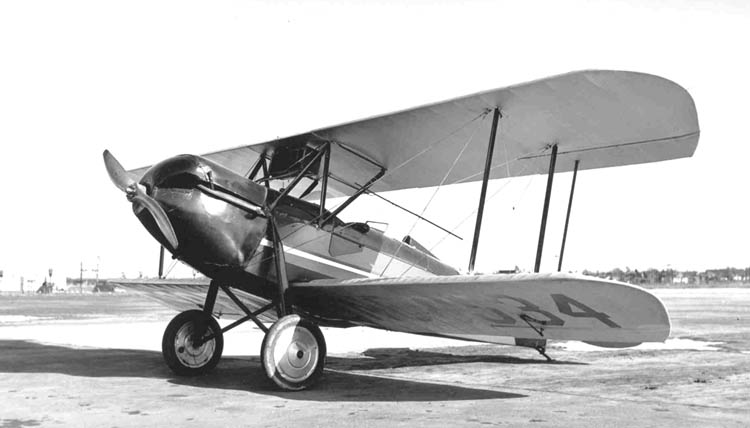
Waco 10, Werknr. 1827 (Baujahr)

Die Waco Model 10 (auch Waco 10) war ein offenes Doppeldecker-Leichtflugzeug des US-amerikanischen Herstellers Advance Aircraft Company, der seine Flugzeuge unter dem Handelsnamen Waco vermarktete. Ab Juni 1929 war der Herstellername dann Waco Aircraft Company. Mit 1623 Exemplaren, die zwischen 1927 und 1933 gebaut wurden, war die Waco 10 von den Stückzahlen her, das erfolgreichste Baumuster des Unternehmens überhaupt.

## Geschichte

### Entwicklung
Die Waco 10 wurde im April 1927 der Öffentlichkeit vorgestellt, wonach bis zum Jahresende bereits über 360 Flugzeuge verkauft werden konnten. Für die Konstruktion der Maschine war hauptsächlich Charlie Meyers verantwortlich, während für die Serienfertigung Clayton Bruckner und Bud Schulenburg zuständig waren.
Wie sein Vorgänger Waco 9, war auch das Model 10 ein dreisitziger offener Doppeldecker. Als Antrieb wurde ebenfalls der Curtiss OX-5 Achtzylinder-V-Motor mit einer Leistung von 90 PS (66 kW) eingesetzt. Die Musterzulassung (Approved Type Certificate) erhielt die Waco 10 im Oktober 1927 unter der Nummer A.T.C.#13.
Die OX-5-Waco-10 wurde bis zur Erschöpfung der aus der Zeit des Ersten Weltkriegs stammenden OX-5-Triebwerksbestände, etwa bis 1930 gebaut. Die Produktion umfasste 1927 neben den OX-5-Maschinen: 15 OXX-6-Waco-10, 1 mit Hisso, 4 mit Ryan-Siemens (Siemens-Halske) und 19 mit J-5 Whirlwind. Hinzu kam noch eine kleine Anzahl von J-4-Whirlwind-Maschinen und ein Testexemplar, das mit einem Vierzylinder Fairchild-Caminez-Motor ausgestattet war.
Der Anfangspreis betrug 1927 ab Werk 2460 US-Dollar, wurde 1928 auf 2385 US-Dollar gesenkt und 1929 wieder auf 3145 US-Dollar erhöht. Edo-Schwimmer konnten für 1100 US-Dollar nachgerüstet werden.

### Wettbewerbe
Im Juni/Juli 1927 nahmen vier Waco 10 Sports (Waco ASO) an der Ford Air Tour teil, wo sie die Plätze 5, 7, 9 und 12 erreichten. Das 1927 Air Derby war ein weiterer Wettbewerb an dem die Whirlwind-Waco 10 teilnahm. Mit Charlie Meyers am Steuer erreichte eine Maschine den ersten Platz in der Class-B-Wertung, wobei die Strecke von 2352 Meilen in 30 Stunden und 23 Minuten zurückgelegt wurde. Zwei weitere Waco 10 erreichten die Plätze 6 und 7.
Das 1928er Air Derby, das von New York nach Los Angeles führte, beendete Tex Rankin mit einer OX-5-Waco auf dem fünften Platz, vor allen weiteren Maschinen mit dem gleichen Triebwerk.

## Varianten

### Zivil

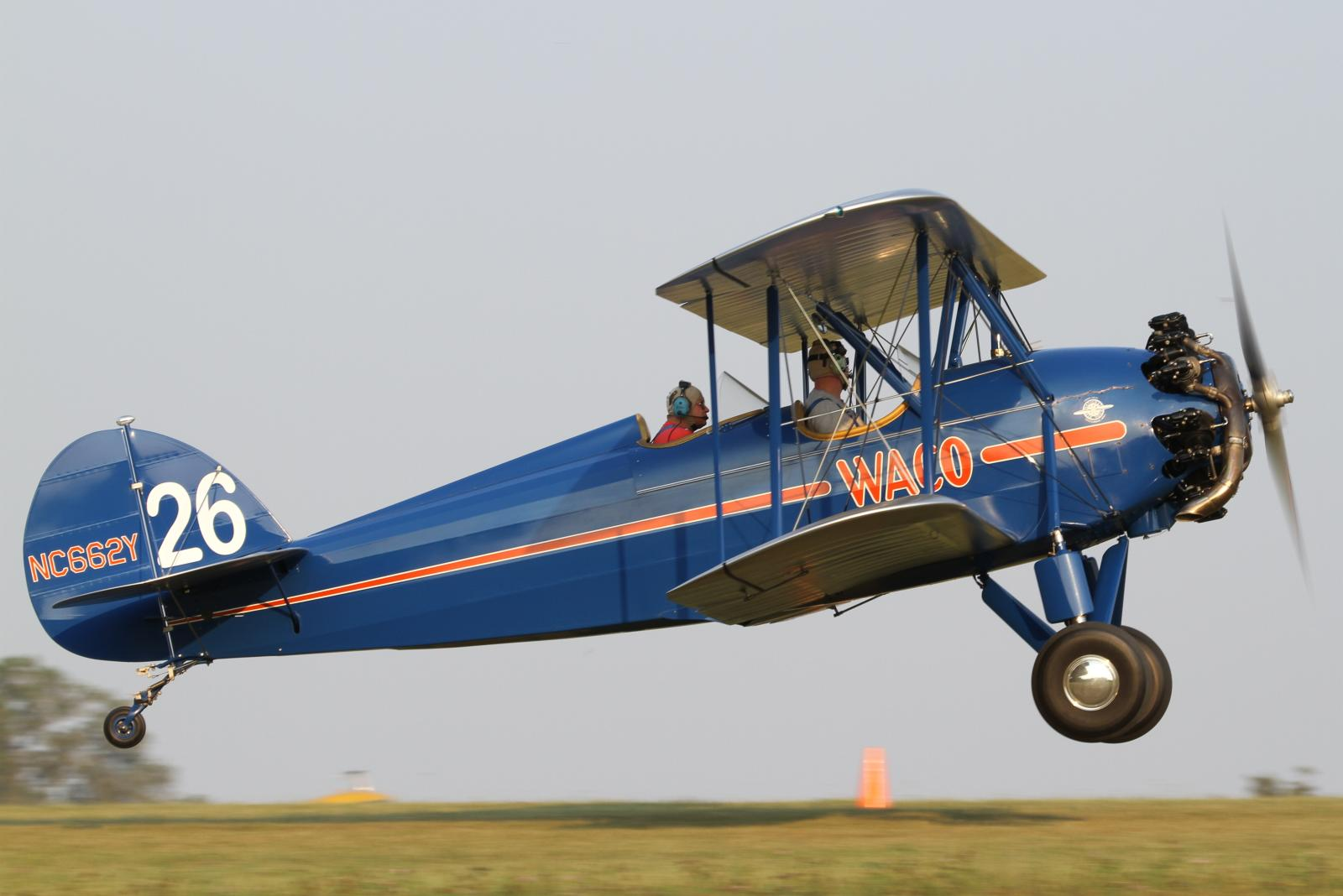
Straight Wing ASO (NC662Y)

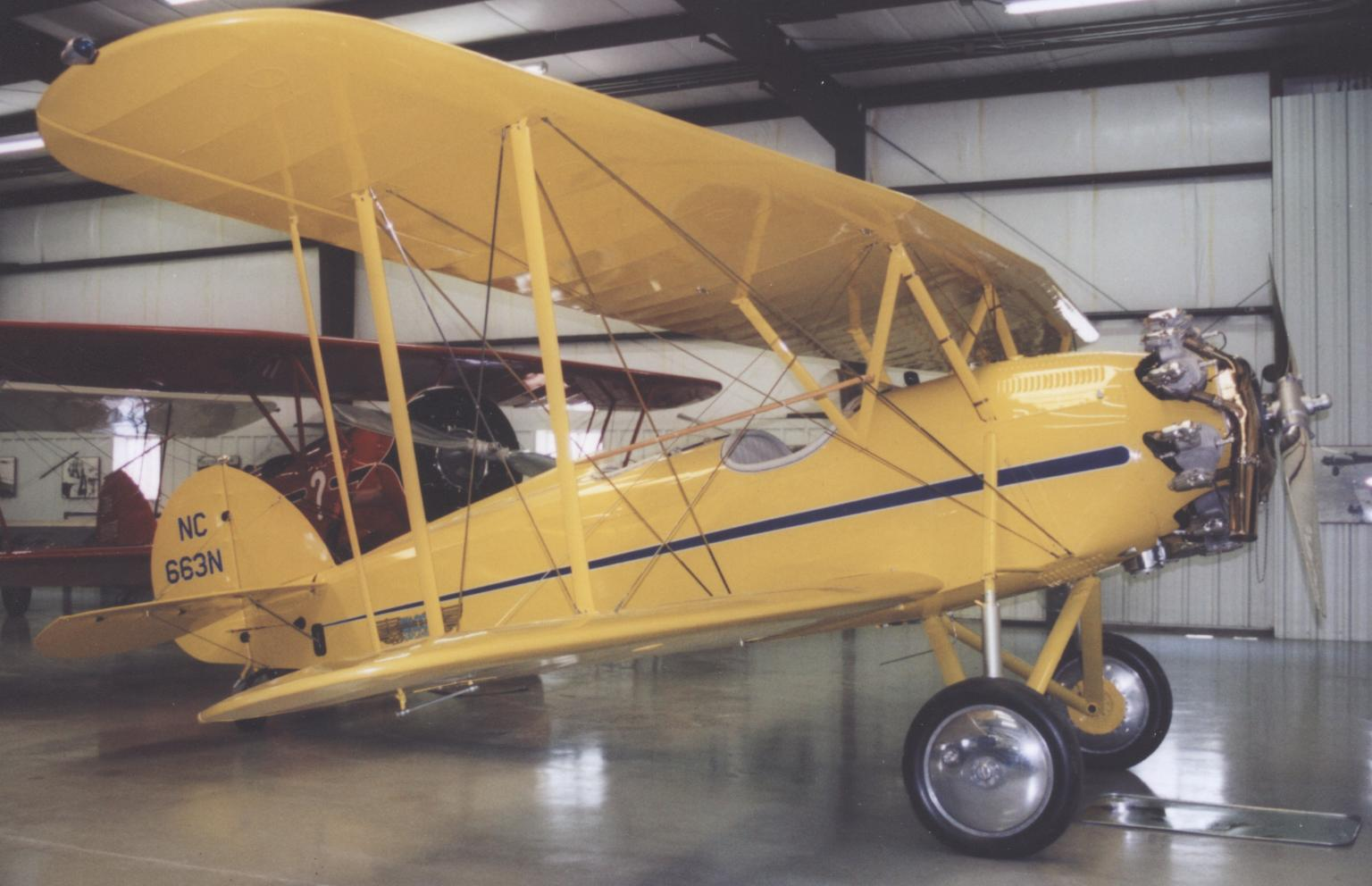
Tapered Wing ATO (NC663N)

Im April 1929 gab das Unternehmen bekannt, ab sofort sein Bezeichnungssystem so zu ändern, dass die PS-Zahl Hauptbestandteil des Namens wird. Die Waco 10 mit OX-5-Motor wurde nun als Waco 90 bezeichnet, die Hisso-Wacos wurden die Waco 150 und 180. Aus der Whirlwind 10-W wurde die Waco 220 Straightwing (Rechteckflügel), aus der Whirlwind 10-T (Waco Sports) die Waco 220 Taperwing (Trapezflügel). Die 1929 vorgestellten Waco 10 mit Wright J-6 Fünfzylindermotoren erhielt anfangs die Bezeichnung Waco 150 (mit Rechteckflügel) und Waco 300 (mit Trapezflügel).
Eine zweite grundlegende Änderung des Bezeichnungssystems führte Waco dann 1930 ein, wobei jetzt ein dreistelliger Buchstabencode verwundet wurde. Der erste Buchstabe charakterisierte das Triebwerk, der zweite stand für die Zellenauslegung und der dritte Buchstabe bezeichnete die „Serie“. Beim letzten Buchstaben wurden jedoch, wie an der zweiten Stelle, überwiegend Zellenauslegungen unterschieden. Insgesamt gab dieses System, bedingt durch seine nicht konsequente und nicht eindeutige Anwendung, von Beginn an Anlass für Fehlinterpretationen in der Literatur. Die Varianten sind nachfolgend in der Reihenfolge der Erteilung der Musterzulassung (Approved Type Certificate, ATC) aufgeführt.
Waco 10, auch OX-5-Waco 10 (ATC #13), später Waco 90, dann Waco GXE
Basisausführung
Siemens-Waco 10 (ATC #26), später Waco 125
Das Muster erschien Ende 1927 und entsprach weitgehend der Basis-Waco-10 mit Ausstattung mit einem Sieben- oder Neunzylinder Ryan-Siemens-Sternmotor, die nach einer Lizenz von Siemens und Halske in den USA gebaut wurden. Anfangs nur mit dem 97 PS leistenden Siebenzylindermotor ausgestattet, testete man später auch die Neunzylinderausführung mit 125 PS. Die Gesamtstückzahl lag bei mindestens 21 Maschinen (1927: 4, 1928: mindestens 17)
Waco baute Ende 1927 auch eine Testmaschine mit dem Vierzylinder-Fairchild-Caminez-Triebwerk, das 120 bis 135 PS lieferte. Dieser Ansatz wurde jedoch aufgrund vielfältiger technischer Probleme von Waco nicht weiter verfolgt.
Waco 10-W (Whirlwind-Waco) (ATC #41), auch Waco Sport, später Waco 220 Straightwing, dann Waco ASO
Die Whirlwind-Waco wurde 1927 unter den Bezeichnungen Waco 10-W und Waco Sport eingeführt. Im gleichen Jahr wurden 19 Exemplare gebaut. Wegen der Ausrüstung mit einem Neunzylinder-Sternmotor Wright J-5 Whirlwind  mit 220 PS, waren auch die Bezeichnungen J5 Waco, Whirlwind Waco und J5 Straightwing üblich. Den Beinamen Straight Wing (Geradeflügel) erhielt sie zur Unterscheidung von der späteren Waco 10 mit Trapezflügel (Tapered Wing). Der Buchstabe S in der späteren Bezeichnung ASO stand für Straight Wing, A bezeichnete den 220-PS-Whirlwind-Antrieb.
Hisso-Waco (ATC #42), später Waco 150/180, dann Waco DSO
Dies war eine Ende 1927 eingeführte Standard Waco 10, die mit einem Hispano-Suiza-Triebwerk Motor ausgerüstet war. Alternativ konnte ein Hispano-Suiza-8Aa-Motor (Hisso A) mit 150 PS oder ein Hisso E mit 180 PS eingesetzt werden. Im Vergleich mit dem Curtiss OX-5 war der Hispano-Suiza-Motor jedoch komplexer aufgebaut und schwieriger zu warten. Insgesamt wurden wahrscheinlich nicht mehr als 45 Exemplare dieser Variante gebaut. In der Bezeichnung DSO stand der Buchstabe D für die beiden Hisso-Motorvarianten.
Waco 10-T (Taperwing-Waco) (ATC #123), später Waco ATO
Die 10-T war eine Weiterentwicklung der 10-W und war die erste Version, die den von Charlie Meyers entworfenen Trapezflügel standardmäßig verwendete. Während der Anfang 1928 gebaute Prototyp  noch einen OX-5-Motor erhielt, setzte man für die Serienfertigung den Wright-J5-Sternmotor ein. Die 10-T erreichte bei vielen Luftrennen vordere Plätze. Es wurden mindestens 53 dieser ab 1930 als ATO bezeichneten Variante hergestellt.
Fünf Exemplare konnten Anfang 1929 als Schulflugzeuge an die Regierung der Republik China verkauft werden. Zwei Stück setzte das amerikanische  Department of Commerce ein. Neben vielen Privatpiloten, die das Flugzeug als Sportgerät sahen, flogen auch zahlreiche professionelle Piloten die 10-T bei Luftrennen und Luftshows. Nachdem Charlie Meyers Ende 1928 Waco verlassen hatte, übernahm Freddie Lund (Fearless Freddie) die Aufgabe des Cheftestpiloten. Dieser führte mit der 10-T den weltweit ersten Außenlooping eines kommerziell genutzten Flugzeugs durch.
Waco BS-165 (ATC #123), später Waco BSO
Diese Variante der Waco 10 verwendete den ursprünglichen Geradeflügel (Straight Wing) zusammen mit dem neuen 165 PS leistenden Fünfzylinder-Sternmotor Wright J-6. Es wurden mindestens 35 Exemplare gebaut.
Waco CS-225 (ATC #240), später Waco CSO
Die CS-225 unterschied sich nur wenig von der Waco 10-W (ASO). Lediglich das Fahrwerk und die Tragflächenstruktur wurden leicht verändert. Den Antrieb lieferte mit dem Wright J-6 Whirlwind (R-760) ein Siebenzylinder-Sternmotor, der 225 PS leistete. Mindestens 17 Exemplare wurden bis Ende 1930 hergestellt, als die Serienfertigung des neuen Musters Waco F bereits im Gange war.
Waco 225-T (ATC #257), später Waco CTO
Von der Waco ATO unterschied sich die CTO lediglich durch ein verbessertes Fahrwerk und den Wright J-6 Antrieb mit 225 PS. Mindestens 8 Exemplare wurden gebaut.
Waco HSO (ATC #333)
eine Straight Wing erhielt als fliegender Prüfstand ein Neunzylinder DR-980 Packard-Diesel-Triebwerk, das eine Leistung von 225 PS lieferte. Die verwendete Zelle wurde auch mit dem Trapezflügel ausgestattet und dann als Waco HTO bezeichnet.
Waco QSO (ATC #337)
eine Straight Wing erhielt, wohl ebenfalls als fliegender Prüfstand, den damals neu eingeführten Siebenzylinder Sternmotor Continental A-70 Motor, der eine Leistung von 165 PS lieferte. Ansonsten entsprach die QSO den späten Ausführungen der BSO.
Waco PSO (ATC #339)
auch diese Variante wurde nur einmal gebaut. Sie war die einzige Ausführung mit dem ebenfalls neuen Jacobs LA-1, einem Siebenzylinder Sternmotor mit 140 PS.

### Militärisch
Waco CSO-A (auch 240A nach der ATC-Nummer der Waco CSO)
Ende 1931 baute Waco ein Exemplar der CSO in ein einsitziges Leichtgewichtsjagdflugzeug um. Waco nahm an, dass es in Lateinamerika einen Markt für ein derartiges Flugzeug geben würde, da einige Regierungen dieser Region schon zivile Waco 10 beschafft hatten. Hierzu gehörte Brasilien, das fünf Waco CSO als Schulflugzeuge einsetzte.
Als Antrieb wählte Waco den 250 PS leistenden Wright R-760E Whirlwind Siebenzylinder-Sternmotor. Der Umbau als Jagdflugzeug beschränkte sich auf die Abdeckung des vorderen Doppelsitzes und die Installation von zwei 7,62-mm-Maschinengewehren auf dem Rumpfbug. Zusätzlich wurden unter dem Rumpf Bombenschlösser für den Abwurf leichter Bomben angebaut. Beim Ausbruch einer konstitutionalistischen Revolte in São Paulo am 9. Juli 1932, befand sich der CSO-A-Prototyp in Brasilien, wonach die Regierung das Flugzeug direkt ankaufte. Gleichzeitig erteilte sie einen Auftrag für 36 weitere Maschinen dieses Typs, die aber mit 7-mm-MGs ausgestattet werden sollten. Nur zehn davon erreichten Brasilien, die sich aber in den Kämpfen als unbrauchbar erwiesen, da die 7-mm-MGs mit der im Land hergestellten Munition dauernde Ladehemmungen zeigten. Nach Beendigung der Feindseligkeiten wurden alle vorhandenen Flugzeuge in zweisitzige Schulflugzeuge umgebaut, und die restlichen bestellten Jagdflugzeuge lieferte Waco direkt als Zweisitzer.
Waco CTO-A
Da sich die Waco CTO als etwas wendiger und geringfügig schneller gegenüber der CSO-Variante erwies, baute man ein Exemplar nach dem Vorbild der CSO-A im Sommer 1932 zur CTO-A um. Auch hier wurde die brasilianische Luftwaffe als potentieller Kunde angesehen, da sie bereits 22 Waco CTO (brasilianische Bezeichnung: Waco Eliptico) beschafft hatte. Dieser Prototyp flog zwar mit brasilianischen Kennzeichen, es ist aber unsicher, ob sie tatsächlich nach Brasilien überführt wurde.

## Konstruktion
Die Waco 10 war ein dreisitziger, offener Doppeldecker und zu Beginn der Entwicklung mit einem 90 PS leistenden Curtiss-OX-5-Motor ausgerüstet. Die zwei Passagiere saßen nebeneinander im vorderen Cockpit, während der Pilot den hinteren Sitz einnahm. Die Rumpfstruktur bestand aus einem mit geschweißten Stahlrohren gebildeten Fachwerk, das mit Holzstreifen in eine abgerundete Form gebracht und mit Stoff bespannt wurde. Die positive Staffelung (horizontaler Versatz) der beiden Tragflächen betrug 35,6 cm. Der vertikale Abstand zwischen den Flächen war 1,45 m groß.
Verbesserungen gegenüber dem Model 9 betrafen hauptsächlich das Fahrwerk, das nun statt der durchgehenden, eine geteilte Achse und ein neues Feder-Dämpfer-System mit oleo-pneumatischen-Stoßdämpfern erhielt. Diese fanden hier zum ersten Mal bei einem US-Flugzeug Verwendung. Als Hecksporn diente weiterhin eine Blattfeder-Kufe. Verändert wurde außerdem die Motorverkleidung, die das Triebwerk nun vollständig umschloss. Unverändert blieb bei den ersten Varianten der Wasserkühler, der weiterhin unter der Mitte der oberen Tragfläche im Luftstrom aufgehängt war. Der aerodynamische Ausgleich der Querruder und des Seitenruders bei der Waco 9, deren überhängende Form an Elefantenohren erinnerten, wurde bei dem neuen Modell nicht übernommen. Die Seitenruderflosse konnte zum Ausgleich des Propellerdrehmoments (Torque-Effekt) am Boden verstellt werden. Weiterhin wurde eine Vergrößerung de beiden Cockpits vorgenommen, wobei das vordere mit zwei nebeneinander liegenden Sitzen ausgestattete zusätzlich eine Rumpfklappe zur Erleichterung des Zugangs erhielt. Der hinten liegende Pilotensitz wurde mit einer stromlinienförmigen Kopfstütze versehen.

## Technische Daten
| Kenngröße             | Daten der Basisversion mit OX-5-Triebwerk               |
| --------------------- | ------------------------------------------------------- |
| Besatzung             | 3                                                       |
| Länge                 | 7,17 m                                                  |
| Spannweite            | 9,33 m (oben), 8,97 m (unten) Flächentiefe: 1,59 m      |
| Höhe                  | 2,75 m                                                  |
| Flügelfläche          | 26,7 m², modifiziertes Aeromarine Profil                |
| Leermasse             | 545 kg                                                  |
| Startmasse            | 919 kg                                                  |
| Höchstgeschwindigkeit | 155 km/h                                                |
| Reisegeschwindigkeit  | 134 km/h                                                |
| Landegeschwindigkeit  | 59 km/h                                                 |
| Dienstgipfelhöhe      | 3660 m                                                  |
| Reichweite            | 616 km                                                  |
| Tankkapazität         | 140 l                                                   |
| Triebwerke            | 1 × Achtzylinder-V-Motor Curtiss OX-5 mit 90 PS (66 kW) |